# Tipula (Eremotipula) impudica
Tipula (Eremotipula) impudica is een tweevleugelige uit de familie langpootmuggen (Tipulidae). De soort komt voor in het Nearctisch gebied.